# Прогрів привибійної зони свердловин
Прогрів привибійної зони свердловин виконують шляхом спуску на вибій свердловини нагрівального пристрою — електронагрівача або спеціального занурювального газового пальника. При закачуванні теплоносія радіус зони прогріву сягає до 10 — 20 м, але для цього потрібні стаціонарні котельні установки — парогенератори.
При періодичному електропрогріві вибою свердловини (ПВС) у свердловину на спеціальному кабелі-тросі спускають на потрібну глибину електронагрівач потужністю в кілька десятків кВт. Стаціонарне електропрогрівання здійснюється в процесі розроблення родовищ, що містять нафту в'язкістю, більшою за 50 мПа·с. Електронагрівач установлюють під глибинним насосом, а кабель кріплять до насосно-компресорних труб. Підвищення потужності призводить до збільшення температури у зоні розташування нагрівача до 180—200 °C, викликаючи коксування нафти. Практика використання електропрогріву вибою свердловини показала, що температура на вибої стабілізується через 4—5 діб безперервного прогріву. У деяких випадках стабілізація настає через 2,5 доби.